# Litteral
Litteral, engelska: literal, är tecken som ingår i ett program utan att vara programmeringskod. Benämns även som strängkonstant på svenska. En litteral behöver markeras på något sätt så att kompilatorn inte behandlar den som programmeringskod.
I exemplet nedanför är 365, 5, 10 och "Kurt" alla litteraler. dagar, summa och namn å andra sidan, representerar vardera ett värde indirekt, och är i det här fallet variabler:
```
dagar = 365;
summa = 5 + 10;
namn = "Kurt";

```